# Schloss Mainberg

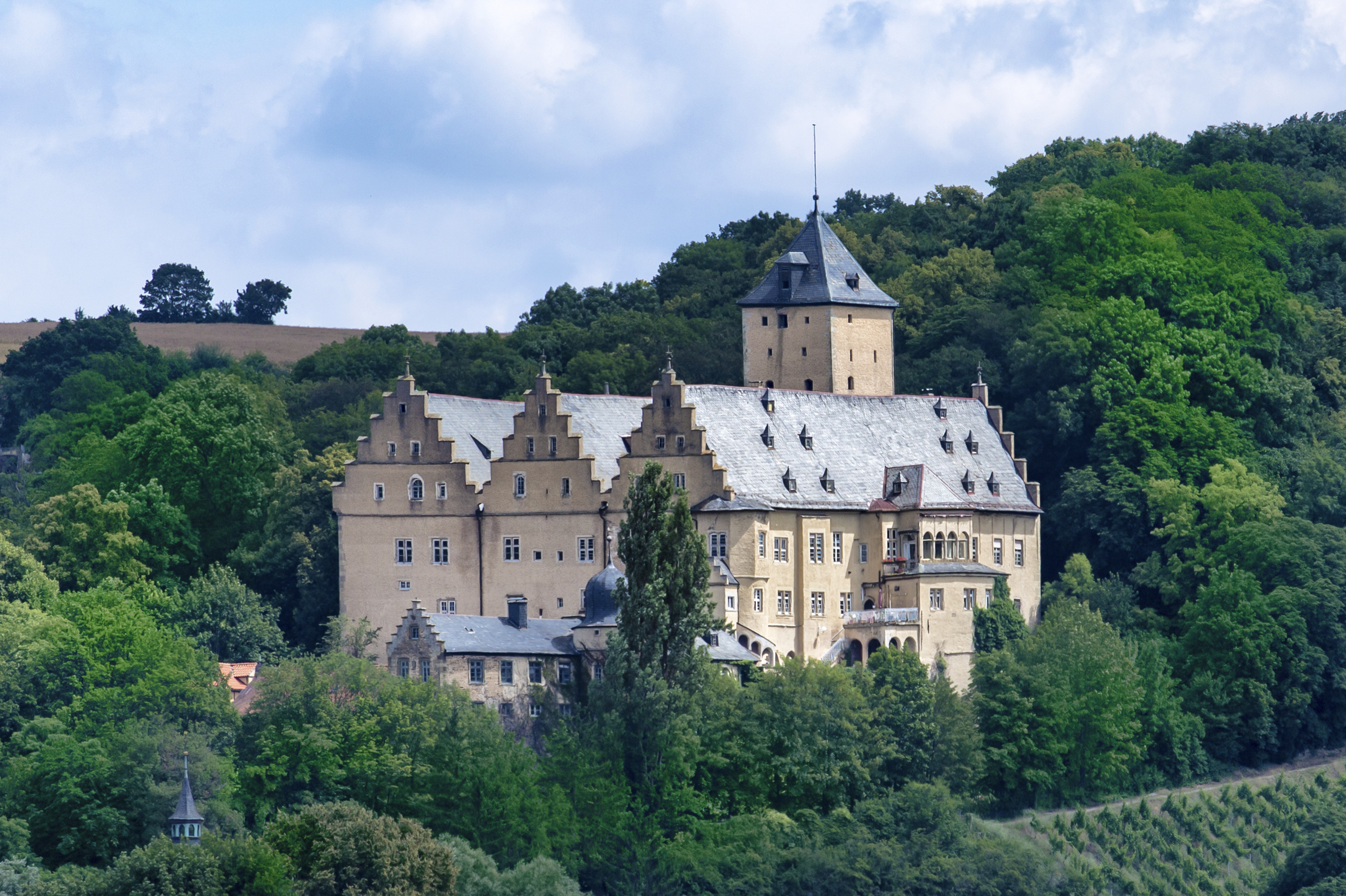
Schloss Mainberg oberhalb des Mains

Schloss Mainberg liegt im gleichnamigen Ort Mainberg bei Schweinfurt in Unterfranken.

## Lage
Schloss Mainberg liegt am Schweinfurter Mainbogen, 4 km östlich des Stadtzentrums von Schweinfurt, oberhalb des Dorfs Mainberg, einem Ortsteil der Gemeinde Schonungen. Das Schloss liegt oberhalb des Mains, am Rande der zum Weinbaugebiet Franken gehörenden Weinlage Mainberger Schlossberg.

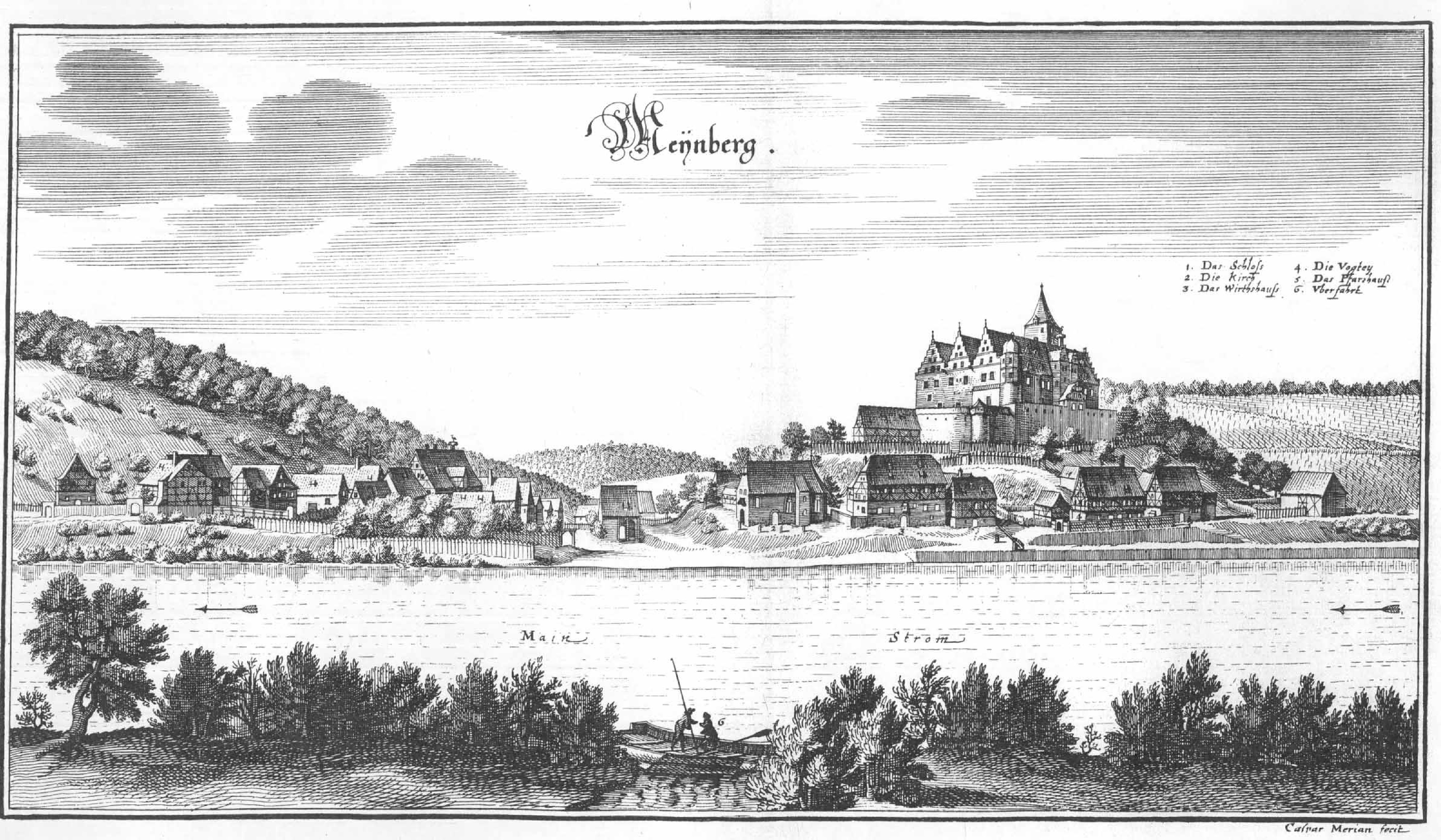
Stich von Matthäus Merian in der Topographia Franconiae (1656). Main mit Schloss und Dorf Mainberg. Dahinter die Schweinfurter Rhön (Hesselbacher Waldland)
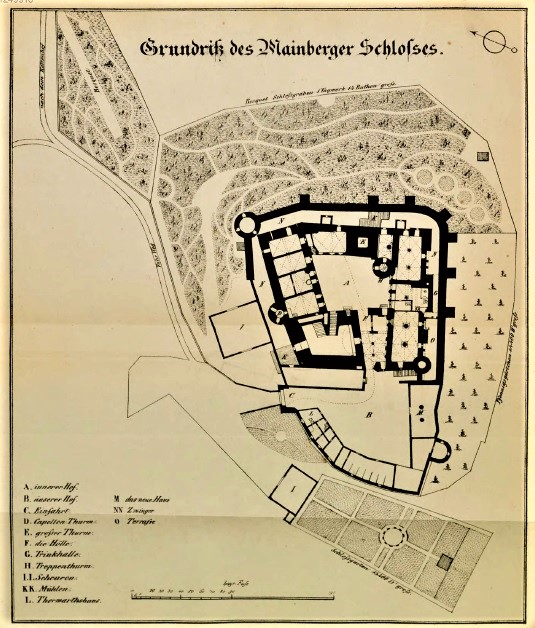
Grundriss von Schloss und Schlosspark (1854)

## Geschichte

### 13. Jahrhundert

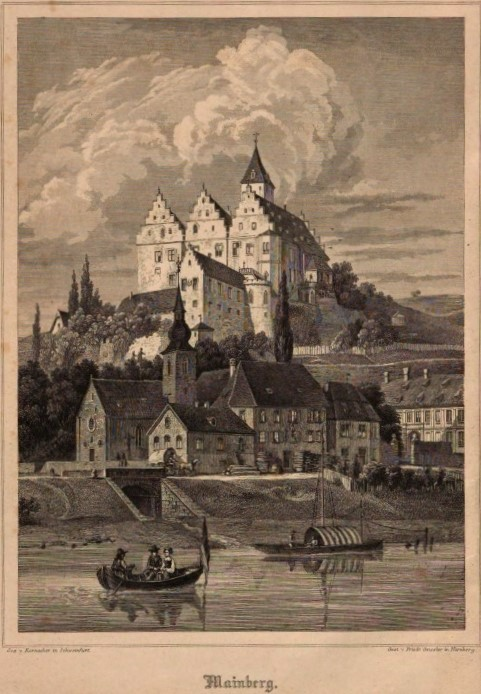
Schloss Mainberg 1854

Schloss Mainberg war ursprünglich nur eine Schutz- und Trutzstätte in Form eines Turmes, der noch heute steht. Schätzungen zufolge wurde er in den Jahren 900–1000 n. Chr. erbaut. Zu dieser Zeit war noch von der Burg Mainberg die Rede. Nach etlichen Erweiterungen wurde das Anwesen erst ab 1394 als Schloss bezeichnet.
Schloss Mainberg wurde erstmals 1245 erwähnt und war im Besitz des Grafen von Wildberg.

### 1305–1542: Grafen von Henneberg
Im Jahr 1305 gehörte es dem Grafen von Henneberg-Schleusingen, Berthold VII. dem Weisen. In den Jahren 1480 bis 1486 ließ die Witwe des Grafen Wilhelm III. von Henneberg-Schleusingen, Herzogin Margarethe von Braunschweig-Wolfenbüttel (1451–1509), durch den Heidelberger Baumeister Philipp von Hoestätt das Schloss in seiner heutigen Form mit den drei Giebeln als Witwensitz erweitern. Zu dieser Zeit war es nach der Würzburger Festung Marienberg der zweitgrößte Herrschaftssitz in Mainfranken.
Im Bauernkrieg 1525 wurde es teilweise zerstört. 1542 kam Mainberg mit dem gesamten Amt Mainberg im Tausch gegen die Stadt Meiningen von den Grafen von Henneberg-Schleusingen an den Bischof von Würzburg (Konrad III. von Bibra). Nach der Säkularisation wechselten die Besitzer mehrfach. Im Laufe der Zeit erfuhr die Burg viele An- und Umbauten, bis das Schloss seine heutige Gestalt erhielt. Schloss Mainberg war der Verwaltungssitz für das hennebergische, später würzburgische Amt Mainberg. Im Schutze der alten Burg entstand die Siedlung, auf die der Burgname übertragen wurde, enggedrängt zwischen Fluss und Berghang und im engen, eingeschnittenen Meerbachtal, das dort in den Main mündet.
Siehe auch: Hennebergische Reichsburg Schweinfurt

### 1822–1901: Wilhelm Sattler und Nachkommen

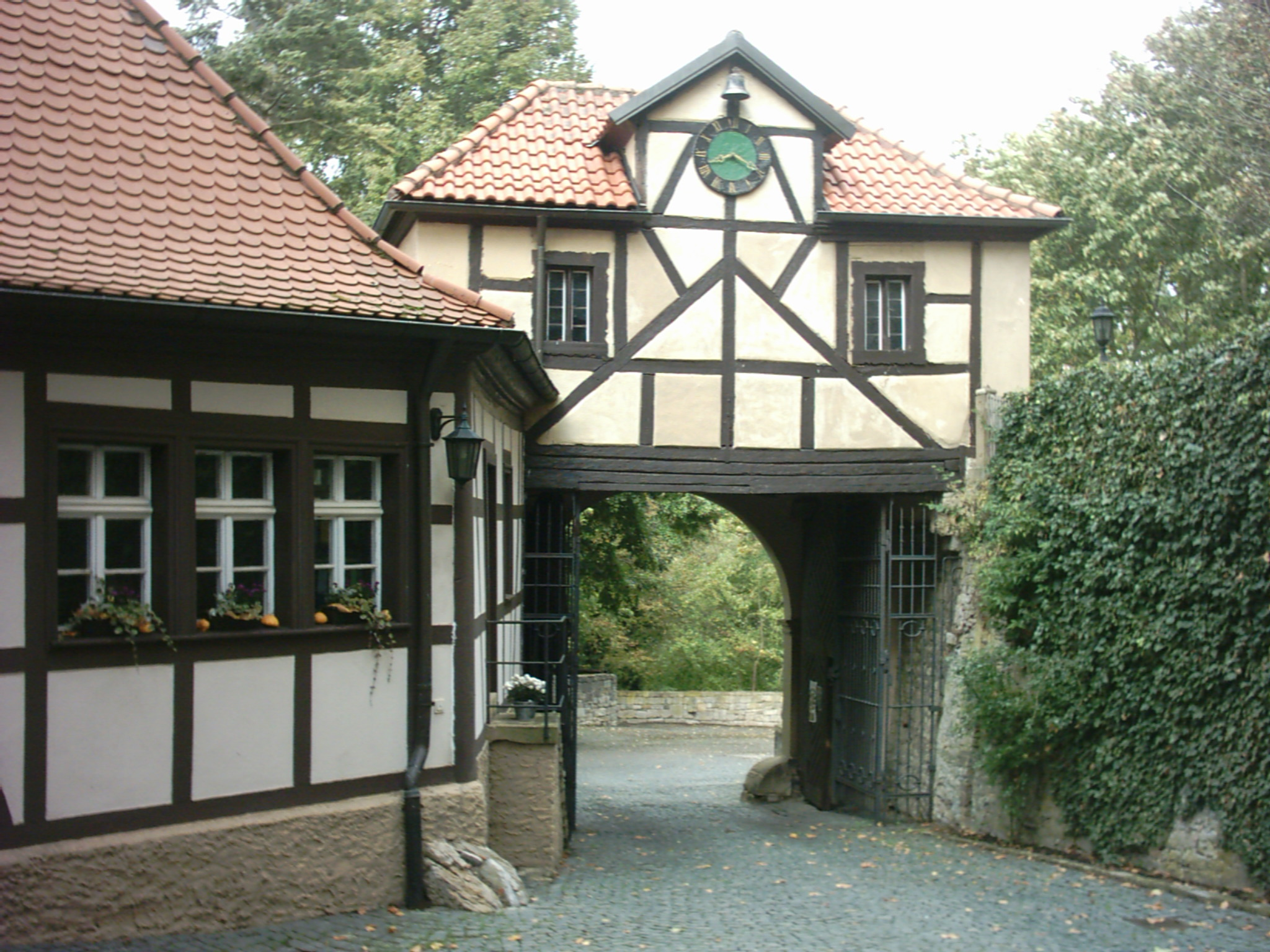
Torhaus

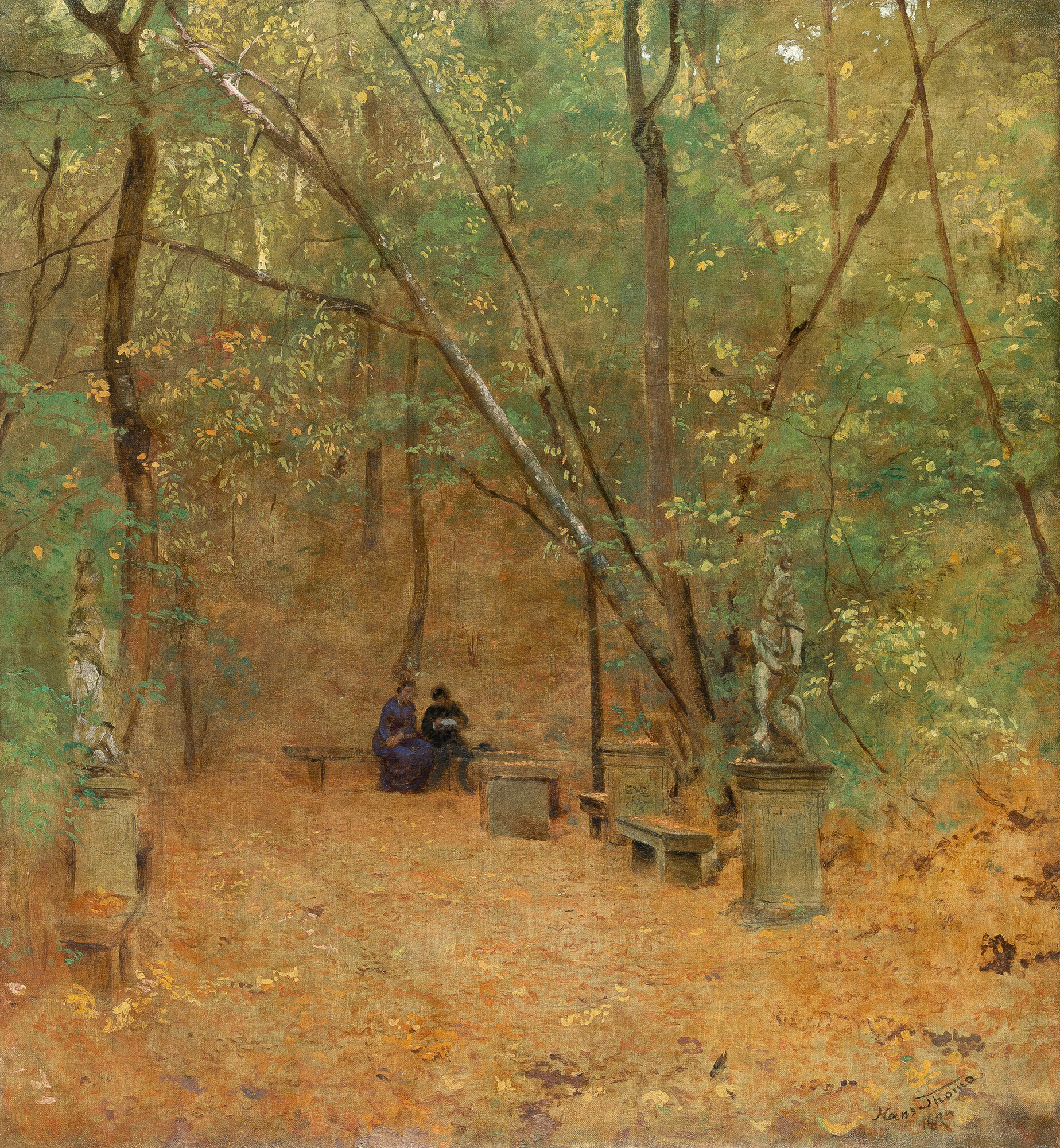
Hans Thoma: Im Park von Schloss Mainberg bei Schweinfurt (1874)

1822 ließ der Fabrikant Wilhelm Sattler das inzwischen verfallene Schloss restaurieren und die Räume in einem historistischen Stil herrichten. Er baute die schon ansehnliche Kunstsammlung weiter aus. Die Kunstschätze wurden durch die Erben bei einer Aufsehen erregenden Auktion vom 29. Oktober bis 2. November 1901 in Rudolph Lepke’s Kunst-Auctions-Haus in Berlin versteigert. Dazu gehörten sechs Skulpturen von Tilman Riemenschneider und gotische Glasmalereien.

### 1902–1915: Alexander Erbslöh und Johannes Müller

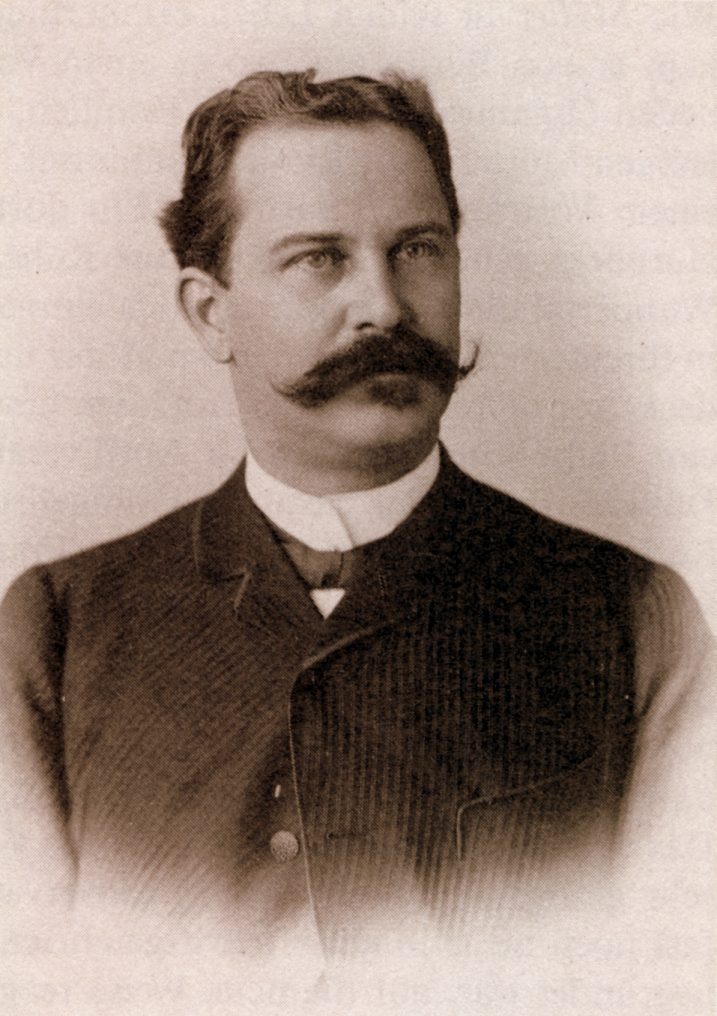
Der Fabrikant Alexander Erbslöh (1854–1917) erwarb Schloss Mainberg im Jahre 1902 und stellte es dem Theologen Johannes Müller als „Freistätte persönlichen Lebens“ zur Verfügung

1902 wurde das Schloss von dem auf der Wasserburg Haus Rauental bei Barmen wohnenden Fabrikanten Alexander Erbslöh erworben, um es dem Schriftsteller und evangelischen Theologen Johannes Müller als „Freistätte persönlichen Lebens“ zur Verfügung zu stellen. Nachdem Elsa von Michael, geb. Haniel und spätere Gräfin von Waldersee, für Müller und seine Bewegung das Schloss Elmau hatte bauen lassen und dieser dorthin umgezogen war, diente Schloss Mainberg zu Beginn des Ersten Weltkriegs auch als Lazarett und Erholungsheim.

### 1915–1954: Geheimrat Ernst Sachs und Konsul Willy Sachs
1915 wurde es an den Unternehmer Ernst Sachs verkauft, der die Innenräume von Franz Rank im Stil der Zeit grundlegend umbauen ließ. Die historistisch-spätromantische Innenausstattung ist weitgehend erhalten und stellt ein – in dieser Qualität und aus dieser Zeit – für Bayern einzigartiges Gesamtkunstwerk dar.
Ernst Wilhelm Sachs (1929–1977) und Gunter Sachs (1932–2011) wurden auf Schloss Mainburg geboren. Ihr Vater Willy Sachs verkaufte das Anwesen 1954.

### 1954–1960: Wilhelm Heger
Wilhelm Heger, ein Haarwasserfabrikant, erwarb das Schloss im Jahre 1954 und nutzte es als Firmenzentrale. Im Dezember 1957 und in der folgenden Berufungsverhandlung wurde er wegen Betrugs zu zwei Jahren Gefängnis verurteilt. Durch Hegers Haarwasser fühlten sich Unzählige getäuscht und die Bestellungen versiegten. Für das Baudenkmal Schloss Mainberg führte Hegers baldige Insolvenz in eine Krise. Im Herbst 1960 versuchte der Staat durch eine Versteigerung des Schlossinventars einen Teil von Hegers Steuerschulden zu begleichen.

### 1961–1982: Stadt Schweinfurt
Ersteigerung durch die Stadt ohne klare Nutzungskonzeption. Es waren verschiedene Nutzungen, u. a. Bildungsstätte, Museum (Sammlung Graf Luxburg), Hotel und Gaststätte angedacht, jedoch nichts davon wurde umgesetzt. 

### 1982–2005: Gerhard Eichhorn und Erben
Der Geschäftsmann und Bauunternehmer Gerhard Eichhorn kaufte 1982 das leerstehende, dringend sanierungsbedürftige  Schloss Mainberg von der Hospitalstiftung der Stadt Schweinfurt.
Eichhorn ließ zunächst mit hohem persönlichem und finanziellem Aufwand die sanierungsbedürftigen und so für den Erhalt des Schlosses notwendige Arbeiten im Außenbereich durchführen. Danach wurden im Innenbereich die vom eingetretenen Wasser zerstörten Stuckdecken und Wandbemalungen restauriert und teilweise wieder mit Blattgold verziert. Parkettböden würden ausgebessert, zerbrochene und verschwundene Bodenfliesen aus Ton wurden von Hand nachgeformt und wieder eingepasst. Sanitäre Anlagen wurden geplant und erstellt, die Heizung erneuert und die komplette elektrische Anlage neu installiert. Die Außenbeleuchtung wurde 1985 in Betrieb genommen.
Gerhard Eichhorn entwarf ein Konzept, welches das Schloss der Öffentlichkeit zugänglich machte.
Er starb im Alter von 52 Jahren auf Schloss Mainberg.

### Seit 2005: Marianne Ludwig

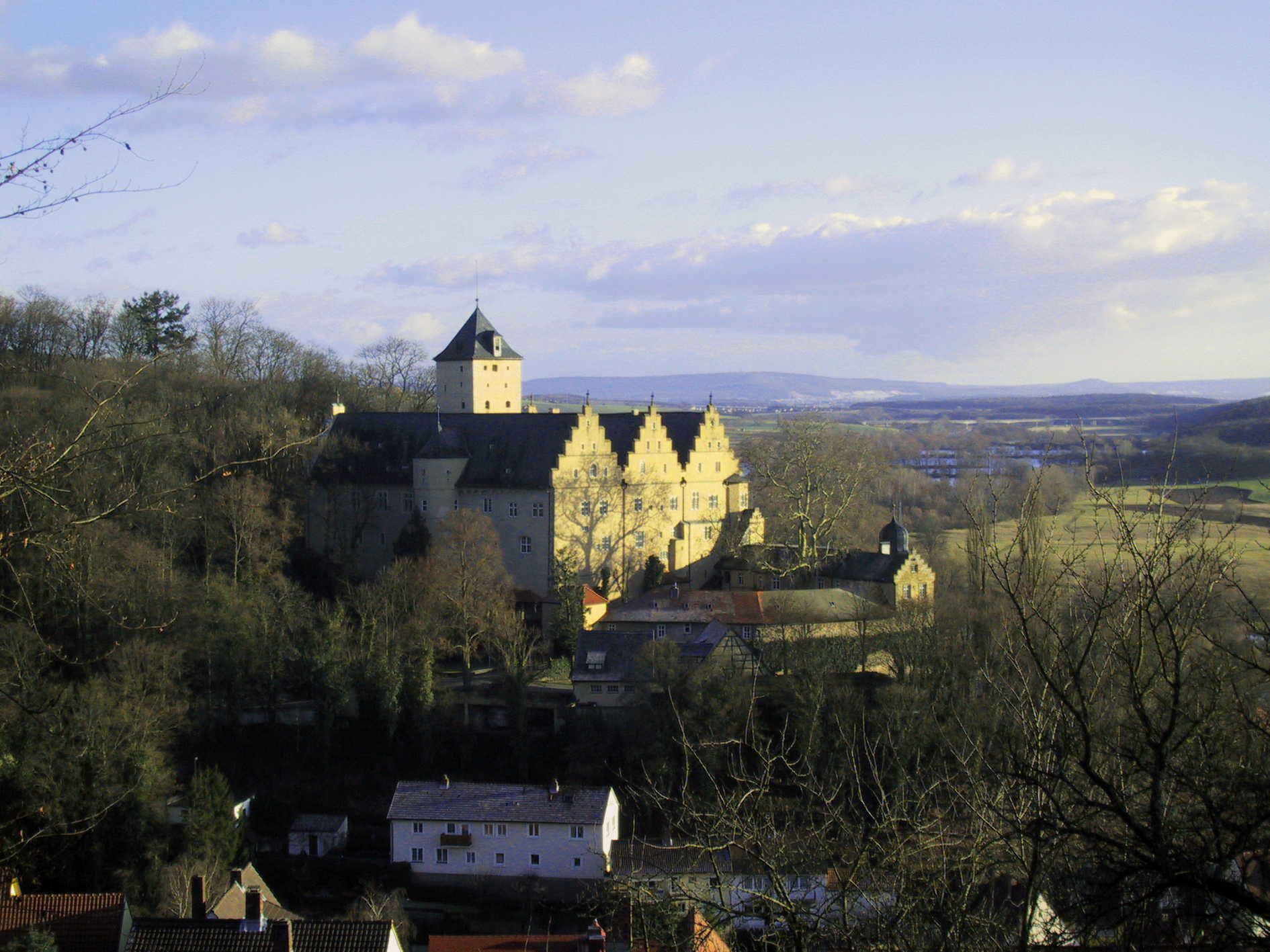
Schloss Mainberg (2005) dahinter Schonunger Bucht und Steigerwald

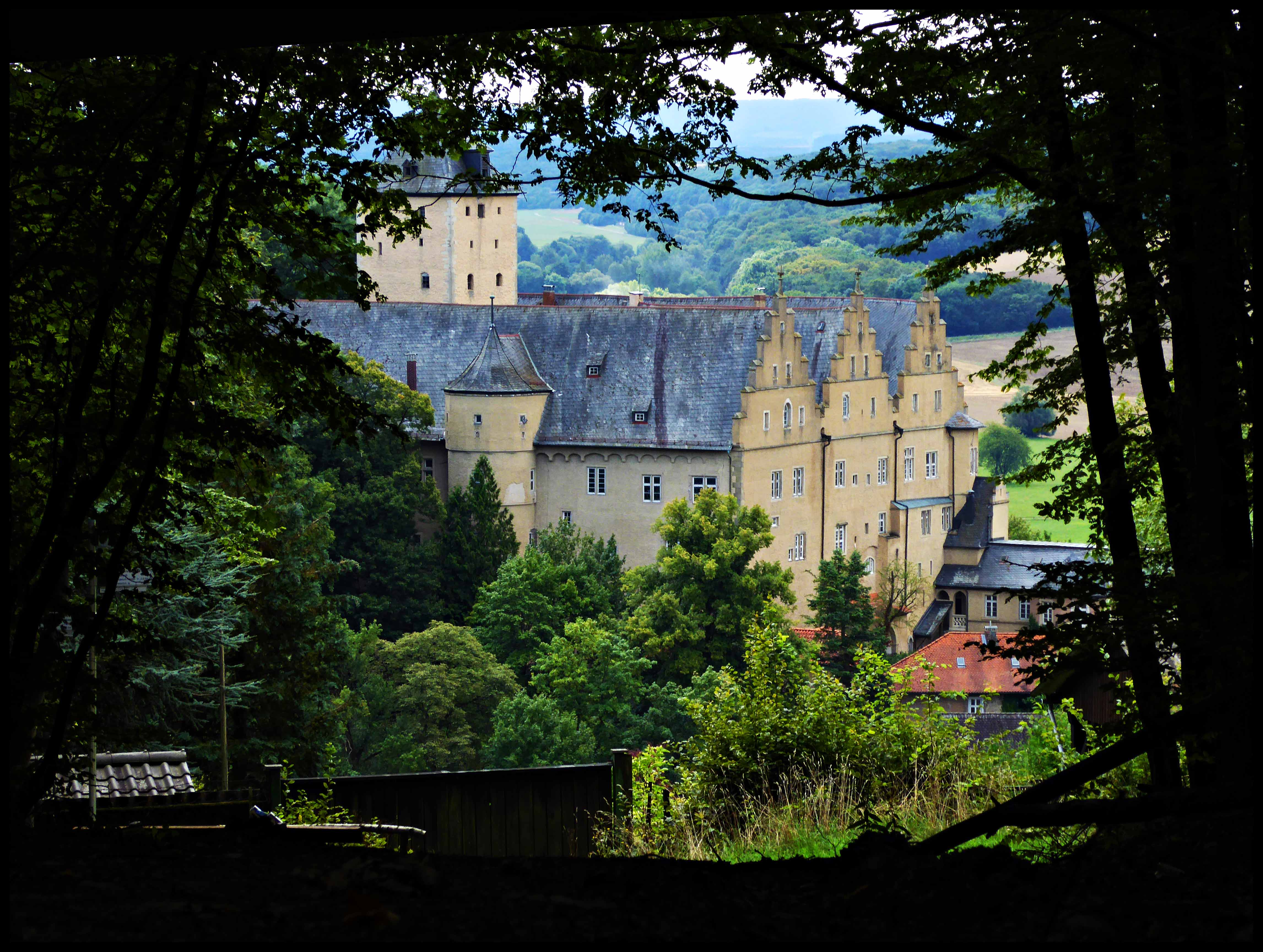
Blick aus dem Schlosspark

Die Immobilienmaklerin Renate Marianne Ludwig erwarb das Schloss 2005 gemeinsam mit zwei Geschäftspartnern für 550.000 Euro. Letztere schieden nach kurzer Zeit wieder aus, sodass Ludwig alleinige Eigentümerin wurde. Sie setzte das unter Eichhorn verfolgte Gastronomiekonzept zunächst fort. 2007 diente das Schloss als Filmkulisse für eine Folge der Krimiserie Pfarrer Braun mit Ottfried Fischer (Das Erbe von Junkersdorf). Seit 2006 sind an der Giebelfront im Bereich der Dachrinnen Wasserflecken sichtbar, die sich in den folgenden Jahren stetig vergrößerten. Wegen statischer Probleme sperrte das Landratsamt Schweinfurt 2010 den Bereich der Vorburg weiträumig ab. Im Dezember 2011 erklärte Landrat Leitherer erstmals öffentlich, die Vorburg sei „schon jetzt nicht mehr zu retten“. Wegen fehlender Brandschutzvorrichtungen untersagte das Landratsamt Schweinfurt bis auf weiteres jegliche Nutzung. Im Frühjahr 2011 brachen großflächig Steine aus der nördlichen Zwingermauer. Wegen aufgefrorener Leitungen und eindringender Feuchtigkeit wurde 2012 an mehreren Stellen Schimmelbildung sichtbar. Im Lucretienzimmer musste das Parkett wegen Hausschwammbefalls entfernt werden. Nach fast dreijähriger Vorbereitung begann das Architekturbüro Staib (Würzburg) im Mai 2016 mit der grundlegenden Untersuchung des baulichen Zustandes. Lokale und überregionale Medien berichteten in dieser Zeit immer wieder über den besorgniserregenden Zustand des Schlosses. Im November 2017 teilte der Bayerische Rundfunk mit, dass die Eigentümerin Schloss Mainberg gerne verkaufen würde. Für Notsicherungsmaßnahmen genehmigte der Freistaat Bayern 2017 bis 2020 etwa 2 Millionen Euro, wobei der gesamte notwendige Sanierungsaufwand mit 20 Millionen veranschlagt wird. Im Mai 2018 wurde der „Förderverein Schloss Mainberg e. V.“ gegründet, der sich dem  Erhalt und der nachhaltigen Nutzung des Denkmals, sowie denkmalpflegerischen Tätigkeiten im Dorf Mainberg widmet. Seit April 2025 bietet Renate Marianne Ludwig das leerstehende Schloss zum Verkauf an.

## Weinbau

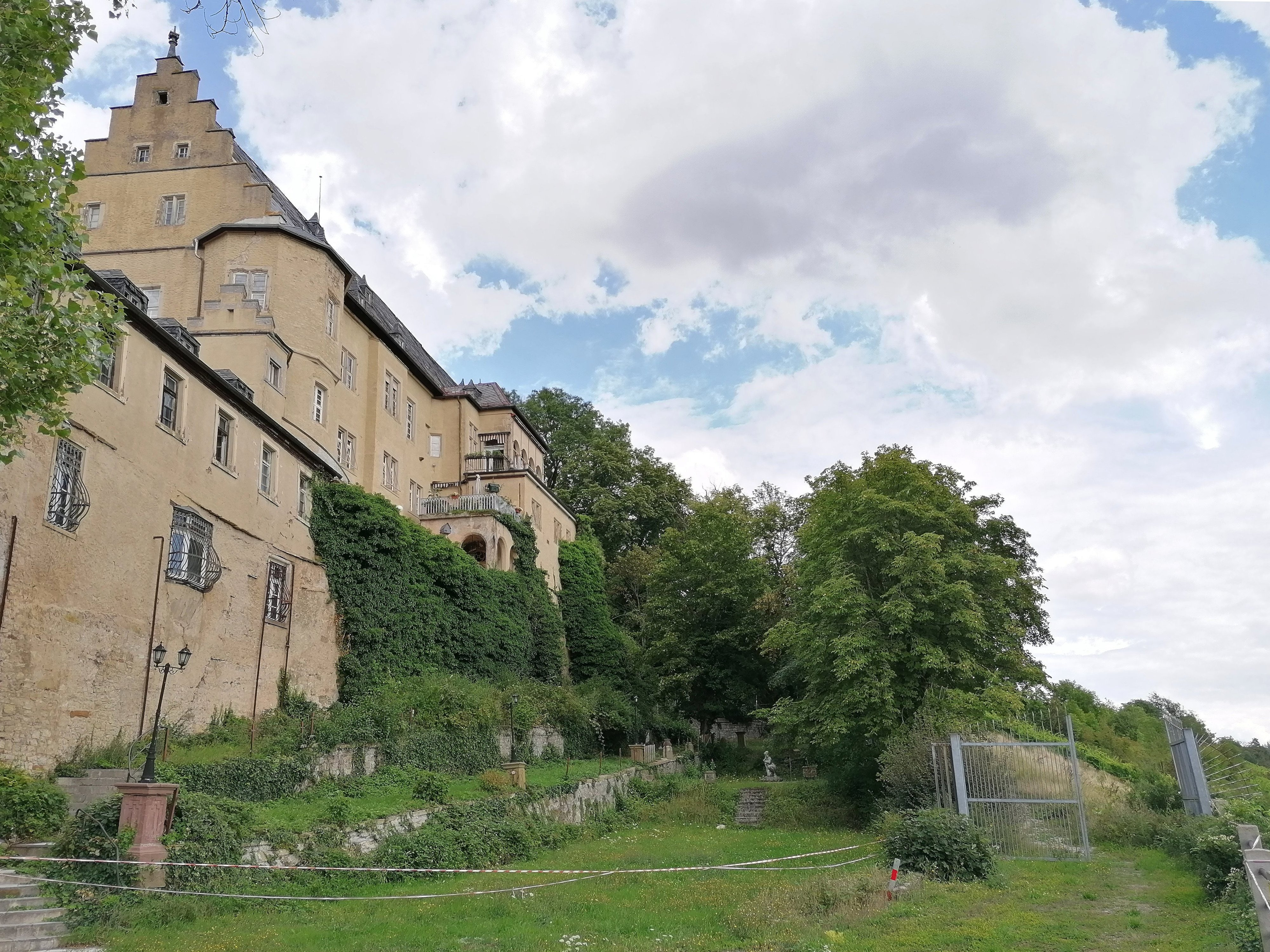
Mainseite mit Tor zum Weinberg

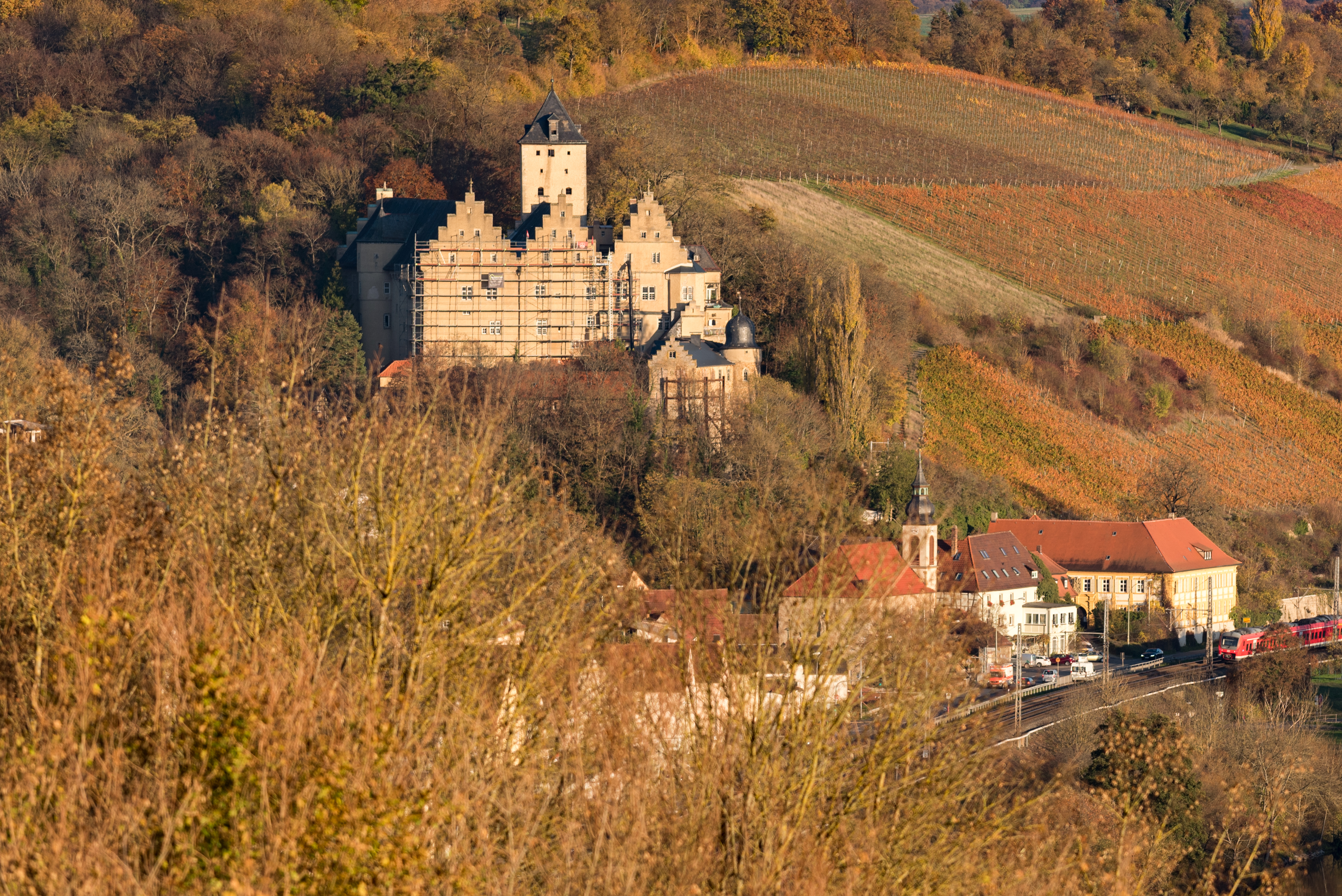
Schloss mit Weinberg Herbst 2020

Das Schloss liegt am Weinberg der Weinlage Mainberger Schlossberg, an der Weiß- und Rotwein angebaut wird. Sie ist großlagenfrei und gehört zum Fränkischen Weinbaugebiet, Bereich Volkacher Mainschleife.

## Wissenswertes
Der Name des Schlaraffia-Reychs An der Meyenburg (Nr. 304, Schweinfurt) wurde vom Schloss Mainberg abgeleitet.

## Filme
- Amtmänner, Millionäre, Gastronomen: Schloss Mainberg. Dokumentarfilm, 30 Min., Bayerischer Rundfunk. Ein Film von Wolfgang Schramm, ausgestrahlt am 3. Oktober 2016.[14]
- Bayerischer Rundfunk: Ein Märchenschloss verfällt. Das Elend von Mainberg. auf YouTube, 24. Oktober 2015 (Ein Film von Peter Solfrank für die Sendung „Zwischen Spessart und Karwendel“).
- Schweinfurter Nachrichten: Wie geht es weiter mit Schloss Mainberg auf YouTube, 27. November 2017 (Pressekonferenz auf Schloss Mainberg zum Thema Sicherung vom Schloss).
- Bayerischer Rundfunk: Das Schloss Mainberg, der Brandschutz und vielleicht ein neuer Eigentümer auf YouTube, 18. Januar 2022 (Frankenschau).